# 토벨로어
토벨로어(Tobelo, 인도네시아어: bahasa Tobelo)는 인도네시아의 할마헤라섬 동부 및 주변 도서에서 사용되는 서파푸아어족의 언어이다. 토벨로어가 사용되는 중심지역은 카오 만 서쪽 해안의 토벨로 군이다. 수도 토벨로는 할마헤라섬의 가장 큰 도시이자 지역의 상업, 행정 중심지이다.
포르후버(1988년)에 따라 제시된 토벨로어의 주요 6가지 방언은 다음과 같다:
- 헬레오루루
- 보엥
- 도딩가
- 파카 호수
- 쿠쿠무툭
- 포폰

투구틸, 혹은 "숲지 토벨로"는 7번째 방언으로 제시되고 있으나 아직 충분히 기록되지 않았다.
포어후버는 기초 단어의 유사성에 따라 갈렐라, 롤로다, 모돌레, 파구어, 타바루를 다른 북할마헤라제어로 포함했다. 이 언어들의 화자들은 각각의 언어를 토벨로와는 다른 별개의 언어로 간주하고 있으나 어느정도의 상호 이해가 가능하다는 점은 인정한다.